# Грищук Віктор Климович
Віктор Климович Грищук (* 27 січня 1950, Сохуженці, Ізяславський район, Хмельницька область, УРСР, СРСР)  — український правознавець, доктор юридичних наук (1993), професор (2001), Заслужений юрист України (2008), член-кореспондент Національної академії правових наук України (з 2012), академік Академії наук вищої освіти України (з 2011), член Вищої ради правосуддя (з 2 травня 2019; повноваження призупинені з 7 травня 2022 року).

## Біографія
У 1976 році закінчив юридичний факультет Львівського державного університету імені Івана Франка з відзнакою.
У 1976—1981 рр. працював помічником першого заступника голови, заступником завідувача відділу, завідувачем відділу виконкому Львівської міської Ради народних депутатів. 
У 1981—2003 рр. працював на юридичному факультеті Львівського державного (потім — національного) університету імені Івана Франка на посадах старшого викладача кафедри, доцента кафедри, професора кафедри, завідувача кафедри кримінального права та кримінології.
Навчався у аспірантурі (1984—1985 рр.) та докторантурі (1989—1992 рр.) Київського державного (тепер — національного) університету імені Тараса Шевченка. 
У 1985 р. захистив дисертацію на здобуття наукового ступеня кандидата юридичних наук, а у 1993 р. — на здобуття наукового ступеня доктора юридичних наук. У 2001 р. присвоєно звання професора.
З вересня 2003 р. працював у Львівському державному університеті внутрішніх справ, де обіймав посади декана факультету економічної безпеки, завідувача кафедри кримінального права і кримінології; з лютого 2006 р. до березня 2007 р. — проректора з наукової роботи, а з березня 2007 р. по червень 2011 р. — першого проректора з навчальної та методичної роботи, з червня 2011 р. і до лютого 2014 р. — директора Навчально-наукового інституту права, психології та економіки Львівського державного університету внутрішніх справ, з лютого 2015 р. і до травня 2018 року — декана юридичного факультету, з 2-го травня 2019 року і до травня 2019 року — головного наукового співробітника університету. 
З 2 травня 2019 року — член Вищої ради правосуддя (ВРП), член Другої Дисциплінарної палати.
Член Комісії з питань правової реформи з 7 серпня 2019.
З 24 січня 2022 року почав виконувати обовʼязки голови Вищої ради правосуддя.
7 травня 2022 року Етична рада ухвалила рішення про невідповідність Грищука критеріям професійної етики та доброчесності. Так його було відсторонено від посади у Вищій раді правосуддя (ВРП), а його повноваження були призупинені до прийняття відповідного рішення зʼіздом представників юридичних ВНЗ та наукових установ, за квотою якого він був обраний до ВРП.
За інформацією НАБУ, фігурує у справі плівок, записаних в кабінеті судді ОАСК Павла Вовка.

## Науковий доробок
В. К. Грищук є автором понад 380 наукових та навчально-методичних праць, з яких 11 монографій, 8 підручників (у співавторстві), 30 навчальних посібників (у тому числі 6 одноосібно, з яких два з грифом МОН України та три з грифом МВС України). Серед них:
- Кодифікація кримінального законодавства України: проблеми історії і методології. — Львів: Світ, 1992. — 168 с.;
- Проблеми кодифікації кримінального законодавства України: Львів: Юрид. ф-т Львівського держ. ун-ту ім. І. Франка, 1993. –136 с.;
- Кримінальна відповідальність за самовільне залишення військової частини або місця служби / В. К. Грищук, М. М. Сенько. — Львів: Львівський державний університет внутрішніх справ, 2007. — 308 с.;
- Угорська національна меншина в Україні: правові засади політичної суб'єктності / В. К. Грищук, М. П. Гетьманчук та Н. П. Шипка. — Львів: ЛьвДУВС. 2008. — 408 с.;
- Вибрані наукові праці. — Львів: Львівський державний університет внутрішніх справ, 2010. — 824 с.;
- Філософсько-правове розуміння відповідальності людини. — Хмельницький: Хмельницький університет управління та права. 2012. — 736 с.;
- Умисні вбивства за кримінальним правом України та Республіки Польща / В. К. Грищук, Н. Є. Маковецька. — Хмельницький: Хмельницький університет управління та права. 2012. — 368 с.;
- Кримінальна відповідальність юридичних осіб: порівняльно-правове дослідження: монографія / В. К. Грищук, О. Ф. Пасєка. — Львів: Львівський державний університет внутрішніх справ, 2013. — 248 с.;
- Філософсько-правове розуміння відповідальності людини: монографія. — 2-ге вид., переробл. і доповн. Хмельницький: Хмельницький університет управління та права, 2013. — 768 с.;
- Философско-правовая парадигма ответственности человека. — Хмельницький: Хмельницький університет управління та права, 2015. — 640 с.
- дванадцять видань «Науково-практичного коментаря кримінального кодексу України від 5 квітня 2001 року» (2001—2015 р.р. — у співавторстві);

Під керівництвом В. К. Грищука захищено 28 дисертації на здобуття наукового ступеня кандидата юридичних наук і 5 — доктора юридичних наук, сформована школа кримінального права у Львівському державному університеті внутрішніх справ.
Професор Грищук В. К. був головою спеціалізованої вченої ради К 35.725.02 у Львівському державному університеті внутрішніх справ з правом захисту дисертацій на здобуття наукового ступеня кандидата юридичних наук, членом п'ятьох редакційних колегій фахових видань з юридичних наук.
В. К. Грищук є членом Міжнародної поліцейської асоціації (ІРА), членом Президії Ради вищих юридичних навчальних закладів України.
Впродовж 1989—2001 рр. В. К. Грищук був науковим консультантом комітетів Верховної Ради України, де брав участь у розробці та доповненні більше 70 законопроєктів.
З 15 лютого 2007 р. по червень 2011 р. — член експертної Ради ВАК України з юридичних наук.
В. К. Грищук з 2002 року і до 2017 року входив до складу Вченої ради Люблінського католицького університету імені Яна Павла II (Республіка Польща), де як професор цього університету брав участь у розвитку українсько-польського правничого діалогу, спрямованого на інтеграцію зусиль у справі взаєморозуміння між обома державами, доля яких століттями міцно пов'язана.
З 7 серпня 2019 року — член Комісії з питань правової реформи при Президентові України.
За активну діяльність у справі виховання кадрів для органів внутрішніх справ України, розвиток відомчої науки та зміцнення міжнародної співпраці правоохоронців В. К. Грищук нагороджений відзнаками МВС України, зокрема, «За розвиток науки, техніки і освіти» I та II ступенів, «10 років МВС України»; має Почесний знак Міжнародного антикримінального та антитерористичного комітету «За міжнародне співробітництво у правоохоронній діяльності»; численні відзнаки Львівської обласної державної адміністрації.
За значні успіхи в науковій та навчально-методичній роботів професор Грищук В. К. відзначався юридичною громадськістю України. Так, у 2006 році його навчальний посібник «Кримінальне право України. Загальна частина» удостоєний дипломом VI Всеукраїнського конкурсу на найкраще юридичне видання, що проводився спілкою юристів України. У 2007 році Союз юристів України присвоїв йому почесне звання «Видатний юрист України». В цьому ж році він став переможцем Всеукраїнського конкурсу «Юрист року 2007» у номінації «Юрист-вчений».
- «Почесний доктор (Doctor Honouris Causa)» Хмельницького університету управління та права (2016 р.);
- «Визначний діяч правничої науки» Євразійська асоціація правничих шкіл та правників (2016 р.).

Монографічні праці професора Грищука В. К. неодноразово відзначалися за наслідками всеукраїнських конкурсів наукових робіт у галузі права. Зокрема, номінаційний комітет Євразійської асоціації правничих шкіл та правників відзначив премією імені Ярослава Мудрого за найкраще науково-правниче видання його монографії:
- «Філософсько-правове розуміння відповідальності людини» (2013 р.);
- «Умисні вбивства за кримінальним правом України та Республіки Польща»;
- «Кримінальна відповідальність юридичних осіб: порівняльно-правове дослідження» (2014 р.);
- «Философско-правовая парадигма ответственности человека» (2015 р.).

24 грудня 2011 року Грищука В. К. обрано академіком Академії наук вищої освіти України, а 6 березня 2012 року — членом-кореспондентом Національної академії правових наук України.

## Нагороди
- Указом Президента України від 14 травня 2008 р. № 442 йому присвоєно почесне звання «Заслужений юрист України».
- Грамотою Верховної Ради України (2014 р.)
- Почесною Грамотою Верховного Суду України (2014 р.)
- Пам'ятною відзнакою Верховного Суду України-годинником (2015 р.)

## Родина
Донька — Оксана Грищук (нар. 12 жовтня 1977 р.) — професор кафедри теорії та філософії права юридичного факультету Львівського національного університету імені Івана Франка, доктор юридичних наук, професор.